# Сибирское искусство
«Сибирское искусство» — арт-проект 1993-1998 годов и одноименный научно-художественный альманах, издававшийся в Новосибирске и распространявшийся на художественных выставках. Авторы и учредители альманаха: Казначеев В.П, Гемуев И.Н, Ларичев В.Е, Ефимовский А.Ф, Поздеев А.Г, Капелько В.Ф, Чернобай С.А, Рыбаков Н.И, Гребнев. И.Е, Кувшинов А.В, Ханов А.В. и многие другие. Вышло три номера альманаха. Арт-проект поддерживала межрегиональная ассоциация «Сибирское соглашение", а также ряд музеев и комитеты по культуре новосибирской, томской и кемеровской областей. Рассказ об одном эпизоде проекта вошел в университетский курс лекций по культурологии Сибири в 1990-х. Проект прекратился в 1998, со смертью его вдохновителя красноярского художника Поздеева, А.Г, но привлек внимание к проблеме охраны и интерпретации памятников древности и задал ряд трендов ("этнографическая интерпретация наскальных рисунков", "салонный археоарт", "этноархаика" этнотуризм, и т.д).

## Выставки
Помимо издательской деятельности проводились художественные, художественно-археологические, художественно-палеонтологические выставки в новосибирском государственном краеведческом музее ("Традиционная культура народов Сибири", 1993, "Мы дети твои Природа", 1994, "Человек - искусство - ритуал", совместно с институтом археологии и этнографии СОРАН, который выставил мумию "алтайской принцессы", 1996, "Сказки сибирской земли", при участии музыкального коллектива "Тихий театр", 1997), в новосибирском государственном художественном музее ("Выставка сибирских художников", 1993), в филиале новосибирского государственного художественного музея в Доме ученых новосибирского академгородка, ("Возвращение к архаике", 1993, "Картина мира", 1994), в музее истории новосибирского государственного университета ("Сибирская культура - связь времен", 1995, "Праздник чистого чума", 1997, при участии археологической лаборатории НГУ и музыкального коллектива "Тихий Театр", в томском областном художественном музее, при участии томского областного краеведческого музея ("Сибирское искусство - связь времен"), в новокузнецком музее «Кузнецкая крепость" ("Принципы сибирского искусства", 1994 -1995 гг.), в кемеровском музее-заповеднике "Томская писаница" ("Наскальная и современная живопись - связь времен", 1995, "Шаманское путешествие", 1996, "От мифа к современному искусству", 2012), в красноярском культурно-историческом и музейном центре ("Храм древних Богов Сибири", 1997-1999). В 1995 году коллекции арт-проекта были переданы кемеровскому музею "Томская Писаница", вошли в его постоянную экспозицию. Главный хранитель музея Демидова Е.А. написала ряд научных статей и выступала с докладами на научных конференциях. Фотоархивы и отчеты об экспедициях были переданы красноярскому культурно-историческому и музейному центру в 1996 году.

## Паблик арт
Художественные музеи региона Сибири, за исключением указанных выше, проект игнорировали. Это постепенно привело к смене формата, с выставок в музеях на протестный паблик-арт. А.Ханов демонстративно забрал свои картины из музеев и сшил из них чум, в котором поселился тайге на берегу реки Лена. Написал книгу-фантазию на тему древних мифов "Страна Оленья". Новосибирское издательство "Росса" в 1996 году выпустило сокращенную версию - "Сказки звездного неба". "Тихий театр" Александра Кувшинова  проводил перформансы по мотивам этой книги на древних святилищах и в этнографических музеях ("Гора Солнца", гора Тепсей, Скала Шаманка на острове Ольхон, Тасеевский идол, Ажирай-Аджирай, новосибирский государственный краеведческий музей, музей истории НГУ, Минусинский краеведческий музей, 1998). В конечном итоге, зимой, 22 декабря, чум из картин на берегу реки Лена сожгли неизвестные и художник пережил клиническую смерть от переохлаждения, но испытав экстатическое состояние - выжил и уехал в Лондон.

## Фильм "Долина счастливых гор"
Красноярский режиссер Лазуткин Д.Н, снял два разных документальных фильма, в 1996 и 2008 годах с одинаковым названием "Долина счастливых гор" по мотивам одного из эпизодов арт-проекта 1996 года, с участием художника Ханова А.В. и археолога Ларичева В.Е. В этом фильме рассказывается о трактовке наскальных рисунков, как мифов звездного неба. Использован фрагмент книги "Стана Оленья".